# Dactylispa horni
Dactylispa horni es una especie de insecto coleóptero de la familia Chrysomelidae.
Fue descrita científicamente en 1902 por Gestro.